# Onosma samaricum
Onosma samaricum är en strävbladig växtart som beskrevs av Michail Klokov. Onosma samaricum ingår i släktet Onosma och familjen strävbladiga växter. Inga underarter finns listade i Catalogue of Life.